# Brzeziny (powiat lubartowski)
Brzeziny – wieś w Polsce położona w województwie lubelskim, w powiecie lubartowskim, w gminie Lubartów.
| SIMC    | Nazwa        | Rodzaj    |
| ------- | ------------ | --------- |
| 0993886 | Grąd         | część wsi |
| 0993917 | Trzecie Pole | część wsi |
| 1020507 | Zabiele      | część wsi |

Wieś szlachecka położona była w drugiej połowie XVI wieku w powiecie lubelskim województwa lubelskiego. W 1739 roku należała do klucza Lubartów Lubomirskich. 
W latach 1975–1998 miejscowość należała administracyjnie do województwa lubelskiego.
Wieś stanowi sołectwo gminy Lubartów. Według Narodowego Spisu Powszechnego (III 2011 r.) wieś liczyła 600 mieszkańców.